# Psychocentra
Psychocentra is een geslacht van vlinders van de familie van de zakjesdragers (Psychidae). De wetenschappelijke naam van dit geslacht is voor het eerst voorgesteld door Herbert Meier in een publicatie uit 1963. 
Dit geslacht is monotypisch, dat wil zeggen dat het maar één soort heeft namelijk Psychocentra millierei (Heylaerts, 1879), die in Europees Rusland voorkomt.